# Bundesstraße 488
Pour les articles homonymes, voir Route 488.
La Bundesstraße 488 est une ancienne Bundesstraße dans le Land de Hesse.

## Géographie
La Bundesstraße 488 allait de Butzbach dans l'arrondissement de Wetterau à Lich dans l'arrondissement de Gießen.

## Histoire
La Bundesstraße 488 est créée au fin des années 1960 pour améliorer le développement du trafic dans la zone entre Giessen et Francfort-sur-le-Main. Le 1er janvier 2016, toute la longueur de la Bundesstraße 488 est déclassée en Landesstraße 3053.